# Boarmia subtochracea
Boarmia subtochracea là một loài bướm đêm trong họ Geometridae.